# Crash Holly
Michael John Lockwood (ur. 25 sierpnia 1971 w San Francisco, Kalifornia zm. 6 listopada 2003 w Navarre, Floryda) – amerykański wrestler bardziej znany jako Crash Holly. Był jednym z rekordzistów w ilości zdobytego tytułu WWF Hardcore Championship (zdobył go 22-krotnie). Jednokrotnie zdobywał również inne tytuły w WWF/WWE: WWF European Championship, WWF Light Heavyweight Championship i WWF Tag Team Championship (z Hardcore Hollym).

## Kariera

### Wczesne życie i początki w wrestlingu
Uczęszczał do szkoły średniej Terra Nova High School gdzie zainteresował się wrestlingiem (jego inspiracją był zawodnik Brady Boone). Początkowo zaliczał występy na scenie niezależnej jednocześnie pracując w supermarkecie Safeway. 
Swój debiut w pro-wrestlingu zaliczył w 1989 występując jako Johnny Pearson. Z tym gimmickiem występował przez 5 lat, aż do 1994 roku. W 1995 wyjechał do Meksyku, gdzie zaczął występy dla Consejo Mundial de Lucha Libre (CMLL) jako Super Diablo. W 1996 powrócił na teren Stanów Zjednoczonych. W 1997 pojawił się w zarządzanej przez Paula Heymana Extreme Championship Wrestling (ECW).

### World Wrestling Federation / World Wrestling Entertainment (1998 – 2003)
W styczniu 1998 odbył walkę sparingową (tzw. try-out match) w World Wrestling Federation po czym podpisał kontrakt z tą federacją. W listopadzie 1998 został odesłany do małej promocji Power Pro Wrestling, która była terytorium rozwojowym WWF w celu dalszego szkolenia. W kolejnych miesiącach został odesłany przez Bruce’a Pricharda do Meksyku w celu szkolenia się w stylu lucha libre - występował okresowo w programie WWF Super Astros jako zamaskowany luchador o imieniu The Green Ghost (jego gimmick nawiązywał do słowa „gringo”). 
W sierpniu 1999 zadebiutował w głównym rosterze WWF podczas jednego z odcinków Raw is War jako Crash Holly wraz z Bobem Holly (występującym jako Hardcore Holly) - obaj odgrywali role kuzynostwa skupionego w tag teamie. Crash i Hardcore Holly występowali w walkach tag teamowych z różnymi innymi tag teamami w WWF takimi jak Acolytes Protection Agency, The New Age Outlaws czy Edge i Christian. 
W październiku 1999 na Raw is War pokonali drużynę The Rock ’n’ Sock Connection zdobywając tytuł WWF Tag Team Championship - mistrzostwo utrzymali do początku listopada 1999 kiedy to stracili tytuł na rzecz Mankinda i Ala Snowa podczas odcinka Smackdown. W styczniu 2000 Crash dołączył do dywizji wrestlerów spod znaku hardcore. W lutym 2000 rozpoczął swoją serię 22 panowań nad przechodnim tytułem WWF Hardcore Championship czyniąc siebie jednym z rekordzistów pod względem ilości panowań nad tym mistrzostwem. Zadeklarował również, że będzie bronił tego tytułu „24 godziny na dobę i 7 dni w tygodniu”, co później przyjęto jako zasadę pod nazwą 24/7 Rule. Zasada ta oznaczała, że o tytuł zawodnicy mogli walczyć ze sobą gdziekolwiek i kiedykolwiek, nie tylko w zatwierdzonych walkach podczas gal, ale też tytuł mógł zmienić właściciela w dowolnym miejscu i czasie, gdy ktokolwiek przypiął aktualnego posiadacza tego mistrzostwa, i o ile sędzia WWF odliczył przypięcie do trzech uderzeń. W tym czasie Holly zaczął stosować taktykę szybkiego przejmowania tytułu WWF Hardcore Championship przy jednoczesnym pospiesznym oddalaniu się z miejsca przejęcia tytułu przed potencjalnymi przeciwnikami - dzięki temu nadano mu nick The Houdini of Hardcore - co również było nawiązaniem do iluzjonisty i magika Harry’ego Houdini. Tytułu Hardcore Championship bronił również przed pospolitymi pracownikami WWF takimi jak menedżerowie Gerald Brisco czy Pat Patterson. 
Na gali Rebellion (2000) pokonał Williama Regala przejmując WWF European Championship. Dwa dni później utracił ten tytuł z powrotem na rzecz Regala. Pod koniec 2000 dołączyła do niego Molly Holly. W dniu 18 marca 2001 podczas jednego z odcinków WWF Heat pokonał Deana Malenko zdobywając WWF Light Heavyweight Championship. Pod koniec kwietnia 2001 stracił mistrzostwo na rzecz debiutującego w WWF Jerry’ego Lynna. 
W lipcu 2001 pojawił się w portorykańskiej federacji International Wrestling Association. W tym samym czasie zaliczał kolejne występy w programach WWF - WWF Jakked i Sunday Night Heat. Do końca 2001 i przez pierwsze miesiące 2002 występował podczas house show organizowanych przez WWF/WWE. Po podziale zawodników na brandy w pierwszym w historii drafcie WWE w marcu 2002 Holly trafił wpierw na Raw a od września 2002 został przeniesiony na SmackDown! gdzie prowadził różne rywalizacje. W dniu 30 czerwca 2003 został zwolniony z WWE.

### NWA Total Nonstop Action i scena niezależna (2003)
W lipcu 2003 zadebiutował w NWA Total Nonstop Action jako Mad Mikey. Odgrywał wtedy postać wiecznie zdenerwowanego zawodnika, który dawał upust swoim emocjom wygłaszając złośliwe proma. W TNA występował do października, a następnie krótko zaliczał występy na scenie niezależnej w Pro Wrestling Iron oraz jako specjalny siędzia w Heartland Wrestling Association, gdzie wystąpił po raz ostatni przed śmiercią.

### Tytuły i osiągnięcia
- All Pro Wrestling
  - APW Junior Heavyweight Championship (1 raz)
- International Wrestling Association
  - IWA Hardcore Championship (1 raz)
  - IWA World Junior Heavyweight Championship (1 raz)
  - UWA World Junior Heavyweight Championship (1 raz)
- Mid-Eastern Wrestling Federation

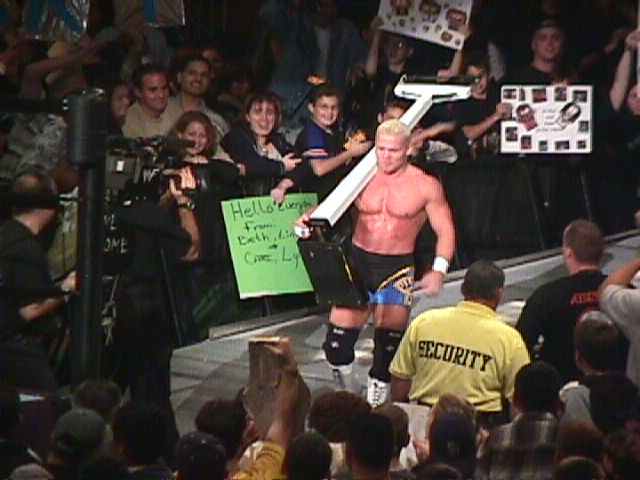
Crash Holly schodzący po rampie do ringu WWF w 1999.

- - MEWF Cruiserweight Championship (1 raz)
- Power Pro Wrestling
  - PPW Tag Team Championship (1 raz) – z Vickiem Grimesem
  - PPW Young Guns Championship (1 raz)
- Pro Wrestling Illustrated
  - Sklasyfikowany na 36. miejscu wśród 500 najlepszych wrestlerów w zestawieniu PWI 500 w 2000 roku.
- Supreme Pro Wrestling
  - SPW Tag Team Championship (1 raz) – z Hook’iem Bomberry
- World Wrestling Federation / World Wrestling Entertainment
  - WWF/E Hardcore Championship (22 razy)
  - WWF European Championship (1 raz)
  - WWF Light Heavyweight Championship (1 raz)
  - WWF Tag Team Championship (1 raz) – z Hardcore Holly’m[17]

## Życie osobiste, śmierć i spuścizna
Swoją żonę Christeenę Wheeler spotkał podczas gali Unforgiven (1999) we wrześniu 1999 kiedy eskortował na ring Marka Henry’ego. Pobrali się w Sylwestra 1999, a następnie z tego związku przyszła na świat ich jedyna córka - Patricia. W 2002 otworzył swoją własną szkołę wrestlingu o nazwie Crash Holly's School of Professional Wrestling z siedzibą w Salisbury w Karolinie Północnej (rodzinnym mieście jego żony).
Lockwood zmarł w dniu 6 listopada 2003 w domu swojego przyjaciela Stevie’ego Richardsa. Miał 32 lata. Znaleziono go częściowo ubranego, z kałużą wymiocin wokół twarzy. W pobliżu ciała znaleziono również puste opakowania po leku na receptę - karisoprodolu, oraz częściowo spożytą butelkę alkoholu. Tuż przed śmiercią Lockwood otrzymał od żony dokumenty rozwodowe. Jego śmierć spowodowaną zadławieniem się własnymi wymiocinami oficjalnie uznano za samobójstwo. Został pochowany w China Grove w hrabstwie Rowan w Karolinie Północnej.
W sierpniu 2005 Nora Greenwald znana w biznesie wrestlingu pod pseudonimem Molly Holly wydała autobiograficzny film dokumentalny pt. Nora Greenwald: Shootin' the Shi Crap, a część dochodu ze sprzedaży filmu przekazano na pokrycie kosztów edukacji córki Lockwooda. W marcu 2005 niezależna federacja New Breed Wrestling Association utworzyła turniej wrestlingowy o nazwie Mike Lockwood Memorial Tournament, honorując w ten sposób jego osobę. Podczas gali ECW One Night Stand (2005) wyemitowano wideo, w którym uhonorowano zmarłych wrestlerów federacji ECW - w jednym z klipów pojawiła się postać Crasha Holly.